# La Confession (1884)
La Confession is een verhaal van Guy de Maupassant uit 1884. Een jaar ervoor had de schrijver een ander verhaal met dezelfde titel geschreven; La Confession (1883). 

## Verhaal
Kapitein Hector-Marie de Fontaine en zijn vrouw Laurine zijn echte tegenpolen en zijn het levende bewijs dat tegenpolen elkaar aantrekken. Hector is zeer ernstig en moreel en hecht aan zeer strakke principes. Laurine daarentegen is een luchthartige vrouw die niet veel dingen ernstig neemt. Ze lacht wel eens om de ernst van haar echtgenoot. Haar man weet dat, maar zelfs hij kon niet vermoeden dat zij kon lachen om wat hij haar, weliswaar niet bewust, had aangedaan; hij had haar bedrogen met een ander.